# 西本豊弘
西本 豊弘（にしもと とよひろ、1947年 - ）は、日本の考古学者。専攻は動物考古学。国立歴史民俗博物館教授。学位は歴史学学士（早稲田大学）、文学修士（北海道大学）。

## 来歴・人物
1971年、早稲田大学教育学部社会科地理歴史専修卒業。1981年、北海道大学大学院文学研究科日本史学専攻博士課程単位取得退学。1981年、北海道立札幌医科大学助手。1985年、国立歴史民俗博物館助教授を経て1998年より現職。

## 主な著書
- 『衣食住の歴史』（ポプラ社､2006年）
- 『新弥生時代の始まり』（雄山閣､2006年）
- 『考古学と動物学』（同成社､1997年､加藤晋平､藤木強との共著）

など。

## 論文
- 国立情報学研究所収録論文 国立情報学研究所